# Champions FC Academy
El Academy Champions Fútbol Club  es un equipo de fútbol de la Ciudad de Colón en Panamá, que juega en la Liga Prom, la segunda división de fútbol del país. En la Conferencia Este, Zona Norte.

## Historia
Fue fundado el 12 de febrero de 2016 por los que crearon la escuela de fútbol Champions FC por idea de Rigoberto Brown en la ciudad de Colón, Panamá. Ese mismo año se fusiona con el Atletic Colón, y en la temporada 2018/19 juega por primera vez en la Copa Rommel Fernández, la tercera división nacional.
En su primer año en la tercera división llega a la final donde es campeón venciendo al Don Bosco de Chiriquí en tiempo extra en el Estadio Luis Ernesto Cascarita Tapia. Fue el cuarto equipo de Colón en ganar el título de tercera división, con lo que se convierte en nuevo inquilino de la Liga Nacional de Ascenso para la temporada 2019/20.

## Entrenadores
- Julio Medina (2022)
- Ausberto Valencia (2023)
- Cristian Zamora (2024)
- Rubén Chávez (2024-Act.)

## Palmarés

### Torneos Nacionales
- Segunda División:

Finalista del Torneo Apertura 2023.

#### Otros logros
- Campeón de Conferencia Este:

Apertura 2023.

### Torneos Extintos
- Copa Rommel Fernández (Liga): (1)

2019.